# Happy Birthday Sweet Sixteen
"Happy Birthday Sweet Sixteen" is een popsong uit 1961 van Neil Sedaka. Sedaka schreef de muziek en zong het nummer, terwijl Howard Greenfield de tekst schreef. Het nummer staat bekend om zijn muzikale structuur, vergelijkbaar met Take Good Care of My Baby van Bobby Vee (ook een hit uit 1961), en bovendien om de gelijkenis met de melodie van de daaropvolgende hit "One Fine Day" van de Chiffons uit 1963. Beide nummers, die overeenkomsten vertonen met "Happy Birthday Sweet Sixteen", werden geschreven door het duo Carole King en Gerry Goffin (King en Sedaka waren goede vrienden op de middelbare school, en Sedaka stond bekend om zijn imitatie van andere populaire songmotieven in zijn werk).
Het nummer bereikte nummer 6 in de Billboard Hot 100 en nummer 3 in de UK Singles Chart.